# (33701) Gotthold
1999 KD14 (asteroide 33701) é um asteroide da cintura principal. Possui uma excentricidade de 0.14772460 e uma inclinação de 5.13381º.
Este asteroide foi descoberto no dia 18 de maio de 1999 por LINEAR em Socorro.